# Liten kategori
I kategoriteori kallas en (matematisk) kategori för en liten kategori, om dess klass av objekt är en mängd. Eftersom en klass är en mängd precis om den är så "liten" att den själv är ett element i någon klass, kan en liten kategori själv vara ett objekt i en kategori. Alla små kategorier bildar en kategori Cat, där morfismerna utgörs av funktorerna mellan objekten.
Eftersom beståndsdelarna i en liten kategori är mängder, kan man också definiera de grundläggande begreppen för små kategorier direkt med hjälp av den vanliga mängdlärans terminologi. Många små kategorier är också välkända matematiska objekt, där den kategoriteoretiska beskrivningen kan uppfattas som en omskrivning av välkända egenskaper. Det kan dock ibland vara en fördel med detta kategoriteoretiska synsätt, bland annat därför att det kan finnas intressanta funktorer mellan två kategorier, där bara den ena är liten.

## Två inledande exempel
En liten kategori kan samtidigt vara en konkret kategori, där objekten själva är mängder, och morfismerna är funktioner mellan mängderna. Som ett exempel kan vi ta potensmängden till N tillsammans med ordningsbevarande funktioner. Det betyder att objekten är mängder av naturliga tal, alltså delmängderna av N, och att en morfism f mellan två sådana mängder K och L är en helt vanlig funktion
{\displaystyle f:K\rightarrow L\,},
som är strikt växande, det vill säga uppfyller att f(a) < f(b) så snart som a < b. Identiteten på S är den vanliga identitetsfunktionen, som avbildar a på a för varje a i S.
Ett viktigt exempel på en annan typ av små kategorier ges av de partialordnade mängderna. En partialordnad mängd P med en ordningsrelation < kan ses som en kategori, där objekten är elementen i P, och där det för x och y i P finns en enda morfism (x,y) från x till y, om x≤y, och annars inte finns någon morfism alls från x till y. Identiteten på x är (x,x).

## Direkt mängdteoretisk definition
En liten kategori K kan formellt definieras som en kvadrupel (O,M,Id,C), där O är en mängd, och M är en familj av mängder, indexerade av ordnade par av element i O. Med andra ord kan man skriva
{\displaystyle M=(M_{i,j})_{(i,j)\in M\times M}\,},
där elementen i O kallas objekt, och Mi,j är en mängd vars element kallas morfi(sm)er från i till j, för varje objekt i och varje objekt j. Vidare är Id en funktion
{\displaystyle Id:O\rightarrow \bigcup _{i}M_{i,i}\,},
sådan att identitetselementet Id(i) ∈  Mi,i för varje objekt i, och C en familj
{\displaystyle C=(c_{i,j,k})_{(i,j,k)\in M\times M\times M}\,}
av funktioner, där ci,j,k är sammansättningsfunktionen
{\displaystyle c_{i,j,k}:M_{j,k}\times M_{i,j}\rightarrow M_{i,k}\,}, där man normalt skriver {\displaystyle f\circ g\,} i stället för ci,j,k}(f,g).
Slutligen skall identiteterna och sammansättningarna uppfylla ett par egenskaper av samma slag som identitetsfunktioner och funktionssammansättningar uppfyller: För varje uppsättning av i,j,k,l ∈ O, f ∈ Mk,l, g ∈ Mj,k och h ∈ Mi,j skall det gälla att
{\displaystyle Id(l)\circ f=f\circ Id(k)=f\,} och {\displaystyle (f\circ g)\circ h=f\circ (g\circ h)\,}.

### Tolkning av de inledande exemplen
I varje konkret kategori är identitetsmorfismerna identitetsfunktionerna och sammansättningarna de vanliga funktionssammansättningarna, så de extra villkoren är uppfyllda på samma sätt som för funktioner i allmänhet. Exempelvis är ju
{\displaystyle ((f\circ g)\circ h)(a)=(f\circ g)(h(a))=f(g(h(a)))=f((g\circ h)(a))=(f\circ (g\circ h))(a)\,}
för varje a i definitionsmängden för h, om de inblandade funktionssammansättningarna är definierade.
Om vi tolkar en partialordnad mängd P med partialordningen < som en liten kategori, måste en morfisammansättning ge den unika morfismen mellan de element för vilka den skall vara definierad:
{\displaystyle (y,z)\circ (x,y)=(x,z)\,},
där existensen garanteras av transitiviteten: Om x≤y och y≤z, så gäller ju också x≤z.

## Exempel
Förutom de två inledande exemplen, kan vi nämna:
- En grupp G kan ses som en kategori med ett enda objekt, G som mängden av morfismer (från det enda objektet till sig självt), det neutrala elementet som identitetsmorfism, och gruppoperationen som morfismsammansättning. Sammansättningen är associativ, därför att gruppoperationen är det.

- Allmännare kan på samma sätt varje monoid tolkas som en liten kategori.

- En riktad graf G = (V,E) definierar en liten kategori, där hörnen (noderna) är objekten, och de riktade vägarna av längd ≥ 0 morfismerna. Vägarna av längd 0 (som alltså på en gång börjar och slutar i samma hörn utan att blanda in någon kant) är identitetsmorfismerna.